# 视频插帧
视频插帧是一種視頻處理技術，它通過插值生成現有幀之間的中間幀，這樣可以動畫看上去更加流暢，並實現假慢动作效果。视频插帧是各种高清电视顯示屏常见的功能。